# Rudolf Borovec
Rudolf Borovec (5. února 1915 Pardubice – 9. listopadu 1944 Nemecká Ľupča) byl český stíhací pilot, partyzán a oběť druhé světové války.

## Život

### Před druhou světovou válkou
Rudolf Borovec se narodil 5. února 1915 v Pardubicích jako jediné dítě v rodině drážního úředníka Rudolfa Borovce a jeho ženy Aloisie. V rodném městě absolvoval obecnou a měšťanskou školu a poté vystudoval reálné gymnázium a obor strojírenství a stavitelství na vyšší průmyslové škole strojnické. Následně pracoval jako strojař-technik. V roce 1936 se přihlásil do programu 1000 nových pilotů republice a v pardubickém aeroklubu se pod vedením Jaroslava Lonka naučil létat. Prezenční vojenskou službu absolvoval v Brně, v jejím rámci i školu pro důstojníky v záloze. Sloužll u Leteckého pluku 5.

### Druhá světová válka

#### Francie
Po německé okupaci v březnu 1939 a rozpuštění Československé armády začal Rudolf Borovec pracovat jako technický úředník. V srpnu téhož roku opustil ilegálně Protektorát Čechy a Morava a přes Polsko odešel do Francie, kde vstoupil do cizinecké legie. Po vypuknutí druhé světové války byl 2. října 1939 odveden do vznikající československé jednotky a zařazen ke francouzskému letectvu. V La Rochelle se začal přeškolovat na tamní leteckou techniku a absolvoval střelecký kurz. Do bojů o Francii ale nezasáhl.

#### Spojené království
Po pádu Francie v červnu 1940 se Rudolf Borovec evakuoval do Spojeného království, kde vstoupil do Royal Air Force. Po výcviku na britské letecké technice byl zařazen k 601. peruti RAF, poté vystřídal další jednotky mj. 19. a 310. československou stíhací peruť. Mj. se zúčastnil vzdušného krytí nájezdu na Dieppe.

#### Východní fronta
V roce 1944 se Rudolf Borovec přihlásil do skupiny pilotů určených k přesunu do Sovětského svazu, kde měli utvořit základ pro nově vzniklý 1. československý samostatný stíhací letecký pluk. Do nového působiště se přesunul přes Egypt a Irák. Během Slovenského národního povstání jednotka přelétla na povstalecké území a podporovala pozemní jednotky. Dne 25. října 1944 byla pod tlakem postupujícího nepřítele evakuována. Stroj Borovcova nadřízeného Františka Chábery při vzletu havaroval, načež přišel rozkaz, aby odletěl v Borovcově letounu. Rudolf Borovec tak byl nucen zůstat na Slovensku a přidat se k partyzánům. Dne 9. listopadu 1944 jeho skupina narazila v prostoru Železné-Magurka (severní strana Nízkých Tater) na opuštěný radiovůz. Jednalo se o past a při pokusu získat z něj potřebné technické součástky a následné přestřelce Rudolf Borovec padl. Dosáhl hodnosti nadporučíka. Dne 1. prosince 1945 byly jeho ostatky převezeny do rodných Pardubic a uloženy v rodinné hrobce.

## Rodina
Otec Rudolfa Borovce Rudolf Borovec starší se zapojil do protinacistického odboje v řadách Obrany národa. Za svou činnost byl v únoru 1940 zatčen gestapem a 6. června 1942 zahynul v koncentračním táboře Auschwitz. Jeho matka Aloisie Borovcová byla 17. září 1942 internována v internačním táboře Svatobořice, válku ale přežila. Po válce iniciovala převoz synových ostatků do Pardubic.

## Ocenění

### Vyznamenání včetně in memoriam
- Československý válečný kříž 1939
- Československá medaile Za chrabrost před nepřítelem
- Pamětní medaile československé armády v zahraničí
- Řád Slovenského národního povstání I. třídy

### Povýšení in memoriam
- Rudolf Borovec byl in memoriam povýšen do hodnosti kapitána a v roce 1991 do hodnosti plukovníka